# Aldea del Obispo
Aldea del Obispo – gmina w Hiszpanii, w prowincji Salamanka, w Kastylii i León, o powierzchni 41,92 km². W 2011 roku gmina liczyła 361 mieszkańców.